# ماري أودونيل
ماري أودونيل (بالإنجليزية: Mary O'Donnell)‏ هي كاتِبة وشاعرة أيرلندية، ولدت في 1954 في Monaghan ‏ في جمهورية أيرلندا.